# ال پرات د یبرگات
ال پرات د یبرگات (به اسپانیایی: El Prat de Llobregat) یک شهرستان در اسپانیا است که در استان بارسلون واقع شده‌است.

## خصوصیات
ال پرات د یبرگات ۳۲٫۲۳ کیلومترمربع مساحت و ۶۳٬۳۱۲ نفر جمعیت دارد و ۸ متر بالاتر از سطح دریا واقع شده‌است.